# Ризское
Ризское — село в Вяземском районе Смоленской области России. Входит в состав Относовского сельского поселения. Население — 1 житель (2007 год). 
Расположена в восточной части области в 5 км к северо-западу от Вязьмы, в 3 км севернее автодороги М1 «Беларусь», на берегу реки Бебря. В 8 км южнее села расположена железнодорожная станция Гредякино на линии Москва — Минск. 

## История
В 1774 г. помещиками Энгельгардтами была возведена церковь Ризоположения. Построена в переходном от барокко к классицизму стиле.
В годы Великой Отечественной войны село была оккупирована гитлеровскими войсками в октябре 1941 года, освобождена в марте 1943 года.